# سنتز پپتید بیلی
سنتز پپتید بیلی(به انگلیسی: Bailey peptide synthesis) یک نام واکنش در شیمی آلی است که در سال ۱۹۴۹ توسط جی. ال. بیلی توصیف شد. این واکنش روشی برای سنتز یک پپتید از آلفا-آمینو اسید-ان-کربوکسیلیک اسید آنیدریدها(NCAs) و اسیدهای آمینه یا پپتید استرها است. 

## پپتیدهای سنتز شده
پپتیدهای زیر با استفاده از این روش از سال ۱۹۴۹ سنتز شدند: 
- DL-Ala-Gly
- L-Tyr-Gly
- DL-Tyr-Tyr
- DL-Ala-DL-Ala-Gly
- DL-di-Ala-L-cystinyl-di-Gly
- DL-Ala-L-Tyr-Gly
- DL-Ala-L-Tyr-Gly-Gly
- DL-Ala-DL-Ala-L-Tyr-Gly-Gly
- L-Tyr-L-Tyr-L-Tyr
- L-Cystinyl-di-Gly